# SN 1996co
SN 1996co – supernowa odkryta 20 grudnia 1996 roku w galaktyce A101857+6215. W momencie odkrycia miała maksymalną jasność 18,00m.